# František II. Batthyány
Hrabě František II. Batthyány (maďarsky Batthyány II. Ferenc, 1577, Glashütten bei Schlaining - 13. září 1625, Schlaining) byl uherský šlechtic z magnátského rodu Batthyányů. Zastával vysoké úřady v Uherském království. Vlastnil panství na území dnešního Burgenlandu a Maďarska a Slovinska a byl ochráncem protestantů.

## Život

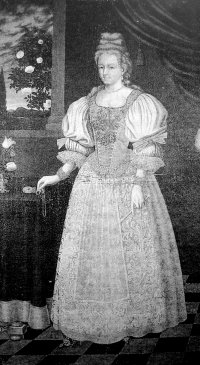
Eva Popelovna z Lobkovic, manželka Františka Batthyányho

František Batthyány byl jediným synem Baltazara III. a hraběnka Dorothey Zrinské. Vyrůstal nejprve v Güssingu a později u dvora císaře Rudolfa II. v Praze. V roce 1603 byl povýšen na svobodného pána. Byl komorníkem císařů Rudolfa II., Matyáše a Ferdinanda II., královským nejvyšším stájníkem (1608) a vrchním županem (1609) Šoproňské župy.
František Batthyány byl polní hejtmanem v Dolních Uhrách. V roce bojoval v rakousko-turecké válce proti Osmanům v roce 1593 u Ostřihomi, v roce 1595 u Stoličného Bělehradu a roku 1602 u Velké Kaniže. Za zásluhy v bojích byl v roce 1603 povýšen do hraběcího stavu. V roce 1605 Osmané napadli Batthyányho území, zpustošili je a část obyvatelstva odvlekli do zajetí. Batthyány bránil svá území, za což od císaře Rudolfa II. získal panství Körmend.
V roce 1607 se v Neuhausu oženil s českou šlechtičnou Evou Popelovou z Lobkovic (asi 1585–1640). Tímto sňatkem získal mimo jiné panství Neuhaus, Uherský sv. Gotthard, Rakičán a Bičke. Manželé žili v Güssingu a měli tři syny a tři dcery. Nejstarší syn Baltazar (* 1607 nebo 1608) zemřel ve věku 14 let. Františekovým dědicem se stal syn Adam, který sehrál významnou roli v průběhu protireformace. Nejmladší syn Gabriel (* 1623) zemřel v kojeneckém věku. Dcera Marie Magdalena († 1664), nejprve provdaná za hraběte Ladislava Csákyho, Alžběta, provdaná za hraběte Jiřího z Erdődy, a Barbora, provdaná za mladšího hraběte z Forgácse.
Když byl Ferdinand II. v roce 1618 korunován uherským králem, nesl Batthyány meč svatého Štěpána, ovšem v roce 1620 se František Batthyány jako kalvín postavil proti císaři v boji na stranu uherského vzdorokrále, protestanta Gabriela Betlena. Cítil ohrožení náboženské svobody v zemi a do bojů dokonce nasadil turecký oddíl z Kaniže. Po podpisu mikulovského míru, se ostřihomský arcibiskup Petr Pázmány, který byl v přátelském vztahu s Batthyánym, za Batthyányho přimluvil u císaře, který jej vzal na milost.František Batthyány byl po celý svůj život ochráncem protestantů. Zemřel dne 13. září 1625 ve Schlainingu.